# 6-idrossiflavone
Il 6-idrossiflavone è una sostanza organica naturale trovata nelle foglie di Barleria prionitis Linn. (una comune acantacea che cresce in India). 
È un inibitore non competitivo dell'isoforma CYP2C9 del citocromo P450.